# Taxus brevifolia
Taxus brevifolia és una espècie de conífera de la família Taxaceae nadiua del Nord-oest del Pacífic d'Amèrica del Nord. Es troba des d'Alaska a Califòrnia, amb una distribució disjunta al sud-est de la Colúmbia Britànica i Idaho. En anglès rep els noms de "pacific yew" o "western yew". Els amerindis Concow l'anomenen yōl'-kō.

## Característiques
És un arbre perennifoli de mida mitjana a petita, que fa fins a 10–15 m d'alt i amb un tronc de 50 cm de diàmetre. És de creixement extremadament lent. Les fulles són lanceolades i planes d'1–3 cm de llargada i 2–3 mm d'amplada.
Les seves pinyes estan molt modificades i tenen una sola llavor de 4–7 mm de llargada i presenten l'estructura anomenada aril, de 8–15 mm de llargada i d'amplada. Principalment la seva sexualitat és dioica, però ocasionalment alguns individus poden canviar a ser monoics o canviar de sexe al llarg del temps.

## Usos
Tradicionalment els amerindis usaven la seva fusta per a fer arcs i rems per les canoes entre d'altres molts usos.

### Descobriment del taxol
La droga de quimioteràpia paclitaxel (taxol), deriva, en principi per semisíntesi de Taxus brevifolia per bé que actualment prové també d'altres espècies de teix.

## Galeria

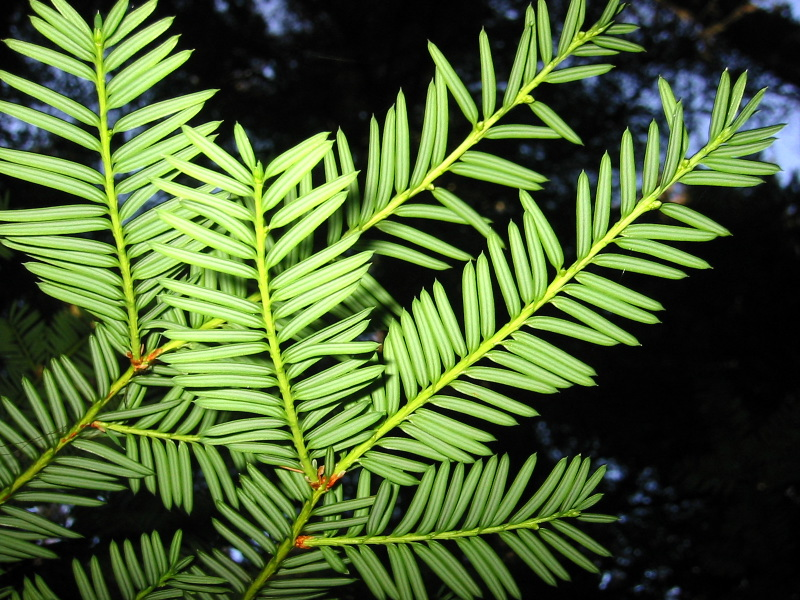
Revers de la fulla
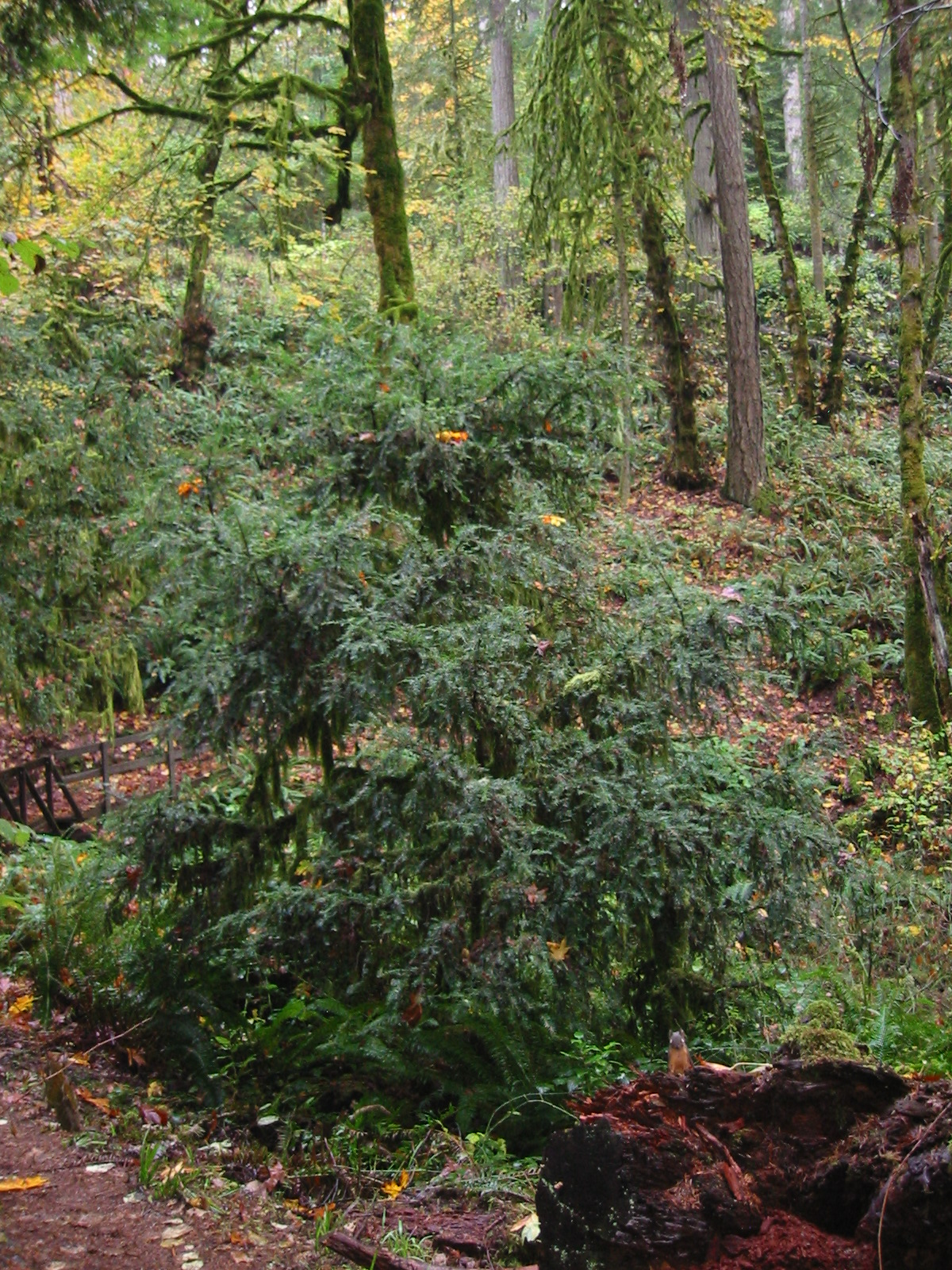
Forma
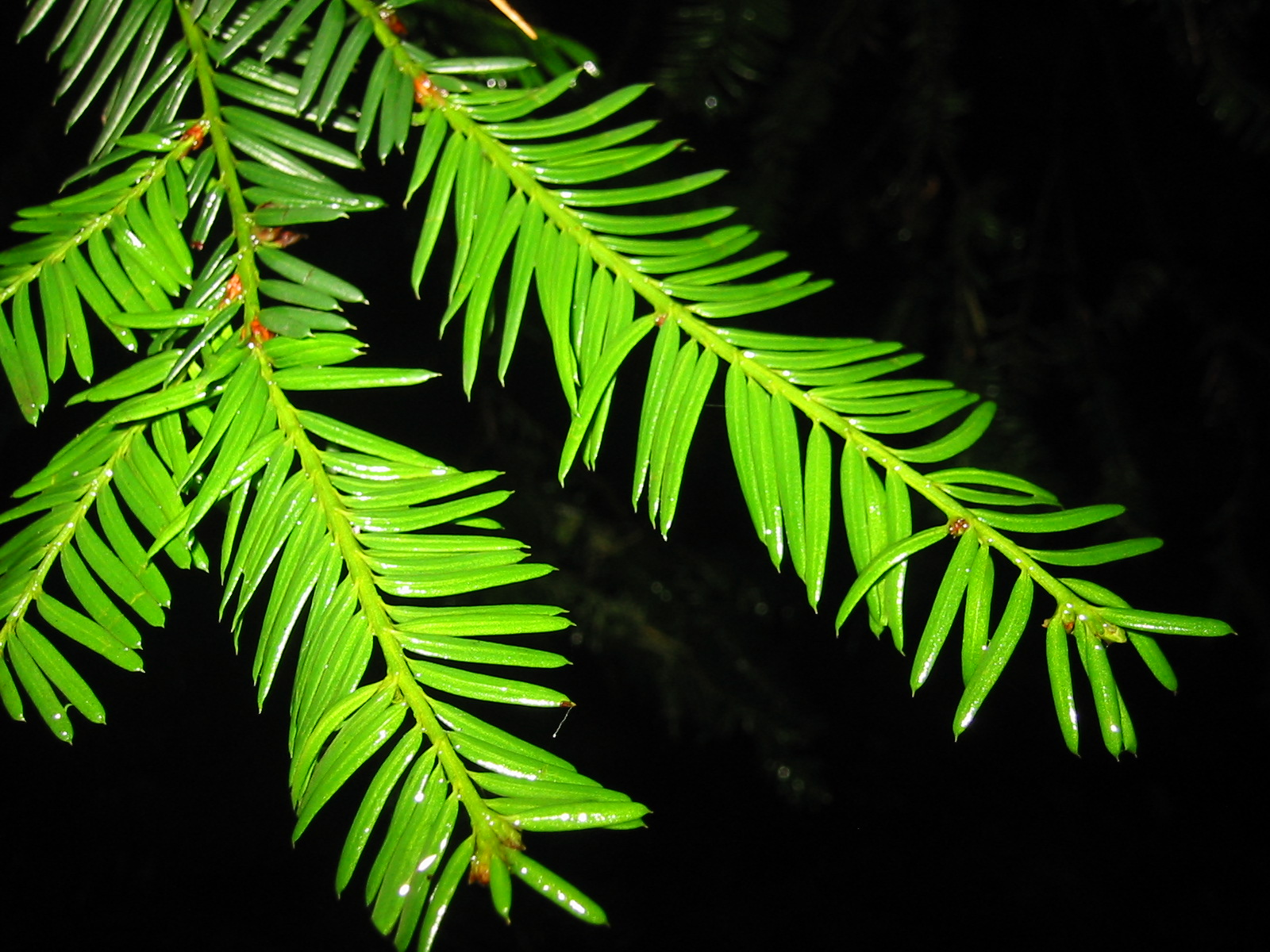
Fulles
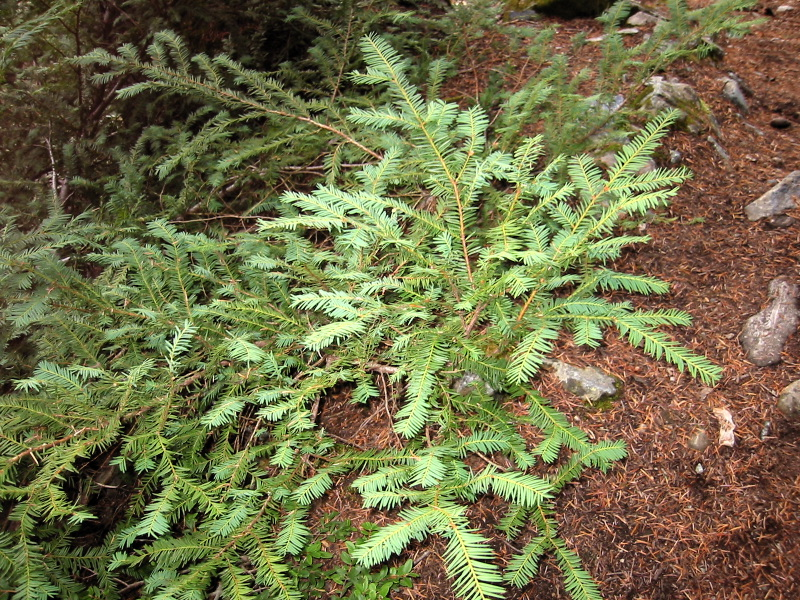
Forma
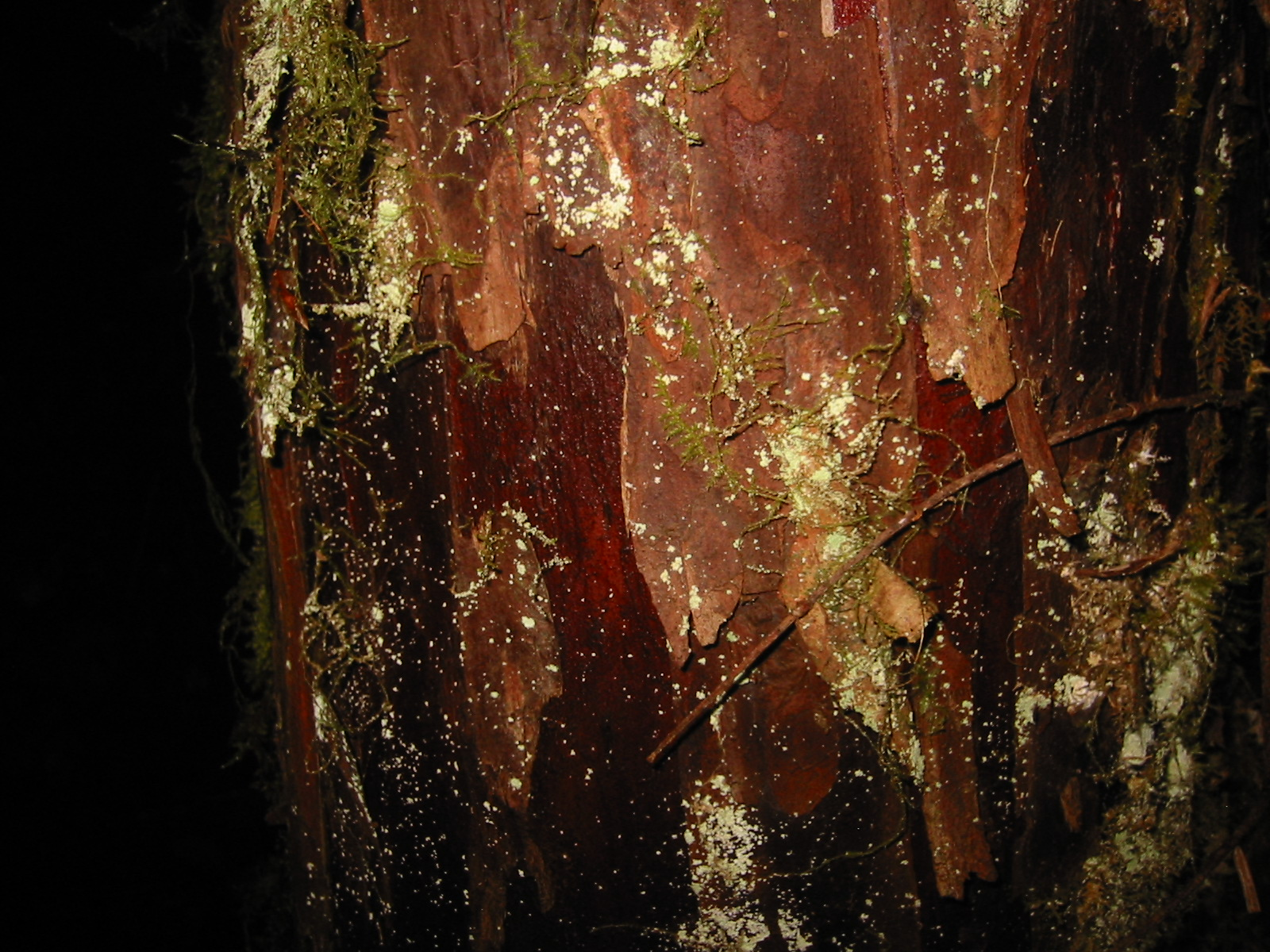
Escorça